# Пфаффен-Швабенхайм
Пфаффен-Швабенхайм (нем. Pfaffen-Schwabenheim) — община в Германии, в земле Рейнланд-Пфальц. 
Входит в состав района Бад-Кройцнах. Подчиняется управлению Бад Кройцнах.  Население составляет 1240 человек (на 31 декабря 2010 года). Занимает площадь 5,18 км².